# Klafferkessel
Der Klafferkessel ist eine Talung in den Schladminger Tauern, im Untertal südlich von Schladming. Er ist ein bedeutendes Naturschutzgebiet (Klafferkessel im Gebiet der Schladminger Tauern).

## Lage und Landschaft
Das Kartal liegt im hinteren Tal des Untertalbachs, am Fuß von Greifenberg (2618 m ü. A.) und Waldhorn (2708 m ü. A.). Es bildet den Talschluss des Huberalm Bachs im Steinriesenbachtal und des Lämmerkarbachs, und so eine Passlandschaft einer lokalen Wasserscheide.
In einem ehemaligen Gletscherboden befinden sich hier an die 30 Bergseen. Der Klafferkessel selbst besteht aus zwei ineinander greifenden Karen mit Serien teilweise vereister Seen in den unterschiedlichsten Größen (die größten davon sind der Untere Klaffersee, der Rauhenbergsee, der Obere Klaffersee und der Kapuzinersee), dazwischen Fels, Schrofen und alpine Matten. Über dem Klafferkessel thront der Felsklotz des Greifensteins.
Zum Naturschutzgebiet (NSa 11, 1980; 1130,6 Hektar) gehört auch der östlich anschließende Kessel der Sonntagskarseen und des Trattensees. Südlich des Tauernhauptkamms (Breite Scharte und Waldhorntörl) schließt der Kessel um Zwerfenbergsee und Lungauer Klaffersee an, der aber nicht mehr zum Schutzgebiet gehört.
Durch den Klafferkessel führt der Weg von der Gollinghütte zur Preintalerhütte, welcher auch ein Abschnitt des Zentralalpenweges ist.